# Phù thủy xứ Oz
Phù thủy xứ Oz (tiếng Anh: The Wizard of Oz) là một cuốn tiểu thuyết thiếu nhi của Mỹ được tác giả L. Frank Baum viết và W. W. Denslow minh họa, ban đầu được Công ty George M. Hill ở Chicago xuất bản vào ngày 17 tháng 5 năm 1900 với tên The Wonderful Wizard of Oz. Kể từ đó, nó đã được tái bản nhiều lần, thường là dưới tựa đề The Wizard of Oz, đó là tựa đề của bộ phim chuyển thể âm nhạc nổi tiếng năm 1902 cũng như bộ phim hành động trực tiếp năm 1939 mang tính biểu tượng.
Các biên niên sử câu chuyện những cuộc phiêu lưu của một cô gái trang trại trẻ tên là Dorothy trong xứ sở huyền diệu xứ Oz, sau khi cô và con chó cưng Toto bị một cơn xoáy thuận cuốn ra khỏi căn nhà của mình tại Kansas. Cuốn sách là một trong những câu chuyện nổi tiếng nhất trong văn học Mỹ và đã được dịch ra nhiều thứ tiếng. Thư viện Quốc hội Mỹ đã tuyên bố đây là "câu chuyện cổ tích vĩ đại và được yêu thích nhất nước Mỹ". Thành công đột phá của nó và thành công của vở nhạc kịch Broadway được chuyển thể từ tiểu thuyết này đã khiến Baum viết thêm mười ba cuốn sách Oz với nội dung là các phần tiếp theo chính thức cho câu chuyện đầu tiên.
Baum dành tặng cuốn sách "cho vợ tôi, người bạn và người đồng chí tốt của tôi", Maud Gage Baum. Vào tháng 1 năm 1901, Công ty George M. Hill đã hoàn thành việc in ấn bản đầu tiên, tổng cộng 10.000 bản, và nhanh chóng được bán hết. Tác phẩm này đã bán được ba triệu bản cho đến thời điểm nó trở thành tác phẩm phạm vi công cộng vào năm 1956.

## Xuất bản

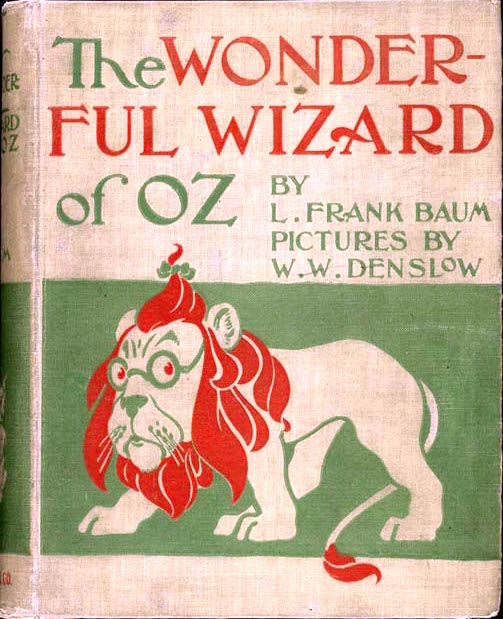
Bìa phiên bản đầu tiên năm 1900, được Công ty George M. Hill, Chicago, New York xuất bản

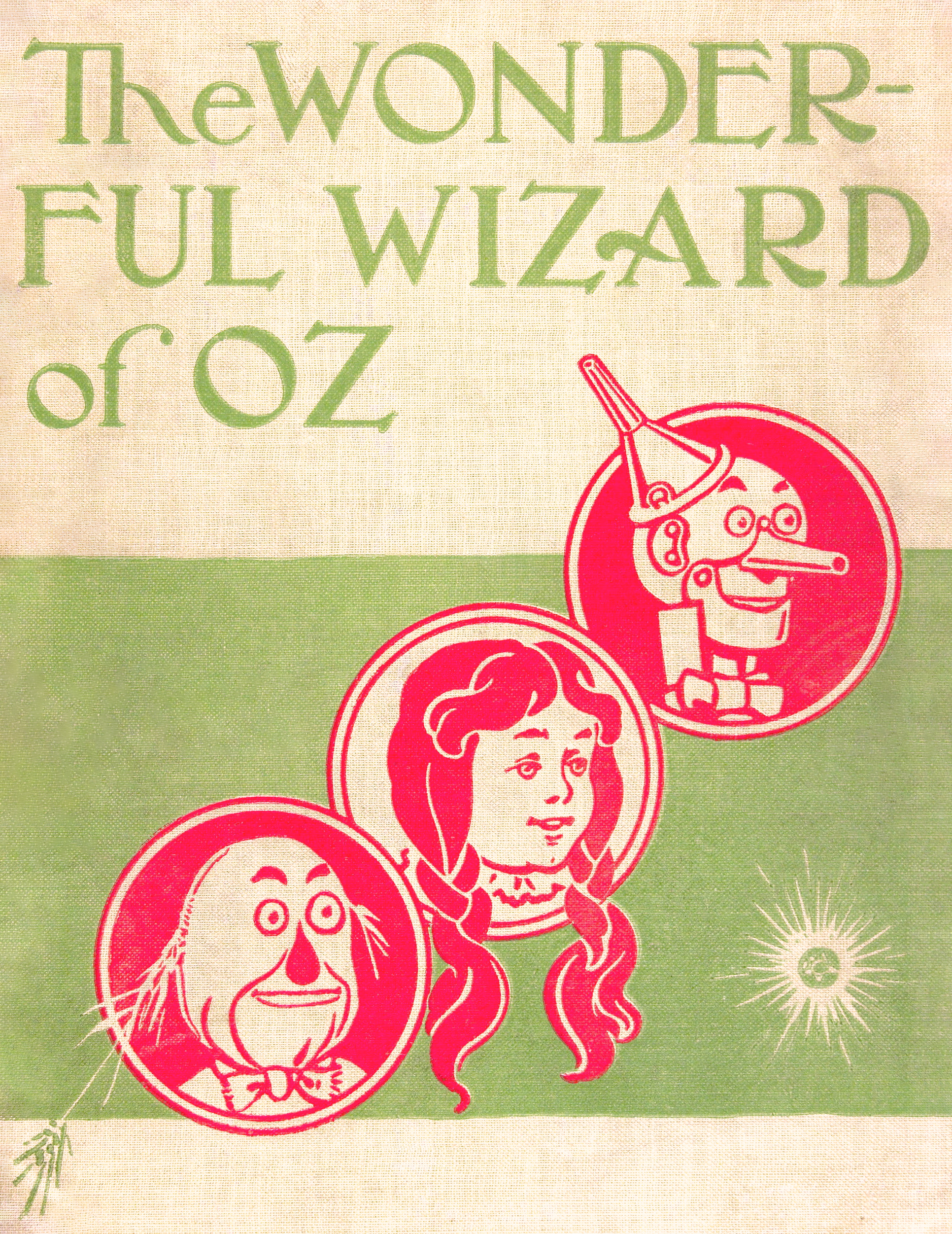
Bìa sau bản gốc 1900

Cuốn sách được Công ty George M. Hill xuất bản. Phiên bản đầu tiên có in 10.000 bản và được bán trước ngày xuất bản ngày 1 tháng 9 năm 1900. Vào ngày 17 tháng 5 năm 1900, bản in đầu tiên xuất hiện trên báo chí; Baum tự tay đóng sách và tặng nó cho em gái của mình, Mary Louise Baum Brewster. Công chúng nhìn thấy nó lần đầu tiên tại một hội chợ sách tại Nhà Palmer ở Chicago, từ ngày 5 đến 20 tháng 7. Bản quyền của nó đã được đăng ký vào ngày 1 tháng 8; sách phát hành được phân phối rộng rãi sau tháng chín. Đến tháng 10 năm 1900, toàn bộ số sách phát hành đã được bán hết và số sách in lần hai gồm 15.000 bản cũng gần được bán hết.
Trong một bức thư gửi anh trai của mình, Harry, Baum đã viết rằng nhà xuất bản của cuốn sách, George M. Hill, đã dự đoán số sách bán được là khoảng 250.000 bản. Mặc dù có phỏng đoán thuận lợi này, Hill ban đầu không dự đoán rằng cuốn sách sẽ thành công một cách phi thường. Ông đồng ý xuất bản cuốn sách chỉ khi người quản lý của Nhà hát Lớn Chicago, Fred R. Hamlin, cam kết biến nó thành một vở kịch sân khấu để công khai tiểu thuyết. Vở kịch The Wizard of Oz ra mắt vào ngày 16 tháng 6 năm 1902. Nó đã được sửa đổi cho phù hợp với sở thích của người lớn và được chế tác như một "tạp kỹ âm nhạc đỉnh cao", với trang phục được mô phỏng theo bản vẽ của Denslow. Công ty xuất bản của Hill đã bị phá sản vào năm 1901, vì vậy Baum và Denslow đã đồng ý để Công ty Bobbs-Merrill có trụ sở tại Indianapolis tiếp tục xuất bản cuốn tiểu thuyết.
Harry Neal, con trai của Baum, nói với tờ Chicago Tribune năm 1944 rằng Baum đã kể cho các con của mình "những câu chuyện hay thay đổi trước khi chúng trở thành tư liệu cho những cuốn sách của ông." Harry gọi cha mình là "người đàn ông dễ thương nhất mà tôi biết", một người đàn ông có thể đưa ra một lý do chính đáng là tại sao những con chim đen được nấu chín trong một chiếc bánh sau đó có thể bay ra ngoài và hót.
Đến năm 1938, hơn một triệu bản của cuốn sách đã được in. Đến năm 1956, doanh số của nó đã tăng lên ba triệu bản in.